# Belloc-Saint-Clamens
Belloc-Saint-Clamens ist eine französische Gemeinde mit 137 Einwohnern (Stand 1. Januar 2022) im Département Gers in der Region Okzitanien (vor 2016: Midi-Pyrénées). Sie gehört zum Arrondissement Mirande und zum Kanton Mirande-Astarac.
Die Einwohner werden Bellocois und Bellocoises genannt.

## Geographie
Belloc-Saint-Clamens liegt circa sieben Kilometer südlich von Mirande in der historischen Provinz Armagnac.
Umgeben wird Belloc-Saint-Clamens von den vier Nachbargemeinden:
| Berdoues | Saint-Médard                                |           |
|          | Kompassrose, die auf Nachbargemeinden zeigt | Moncassin |
|          | Saint-Michel                                |           |

Belloc-Saint-Clamens liegt im Einzugsgebiet des Flusses Garonne.
Die Baïse ist einer seiner Nebenflüsse und durchquert das Gebiet der Gemeinde zusammen mit ihrem Nebenfluss,
- Petite Baïse mit ihren Nebenflüssen,
  - Ruisseau de Lasmoulines, der in Belloc-Saint-Clamens entspringt, und seinem Nebenfluss,
    - Ruisseau des Moulines,

  - Ruisseau de Sentagne, der in Belloc-Saint-Clamens entspringt, und
  - Ruisseau de Berdoy, der in Belloc-Saint-Clamens entspringt.[2]

## Geschichte
Im Jahre 1822 wurde die frühere Gemeinde Saint-Clamens in die Gemeinde Belloc eingegliedert, die fortan den Namen Belloc-Saint-Clamens trägt.

## Einwohnerentwicklung
Mit der Eingliederung der früheren Gemeinde Saint-Clamens erreichte die Zahl der Einwohner ihren Höchststand von 655. In der Folgezeit sank die Größe der Gemeinde bei zwischenzeitlichen Erholungsphasen bis heute.
| Jahr                       | 1962 | 1968 | 1975 | 1982 | 1990 | 1999 | 2006 | 2011 | 2020 |
| Einwohner                  | 182  | 177  | 144  | 143  | 147  | 148  | 143  | 134  | 139  |
| Quellen: Cassini und INSEE |      |      |      |      |      |      |      |      |      |

## Sehenswürdigkeiten
- Kapelle Saint-Clemens aus dem 11. Jahrhundert, seit dem 2. Oktober 1890 als Monument historique klassifiziert

- Himmelfahrts-Kirche (Église de l’Assomption)
- mehrere Flurkreuze

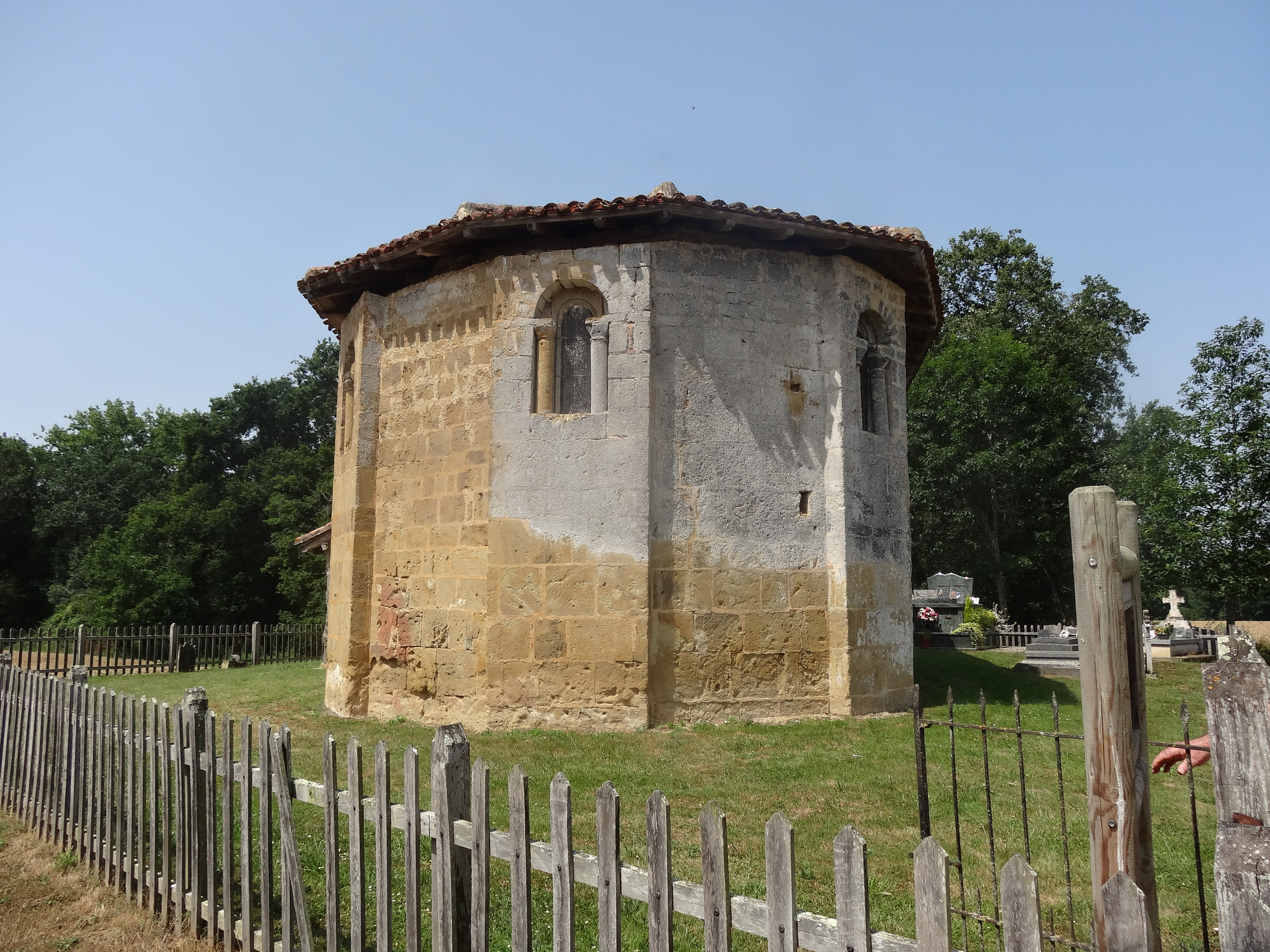
Kapelle Saint-Clemens
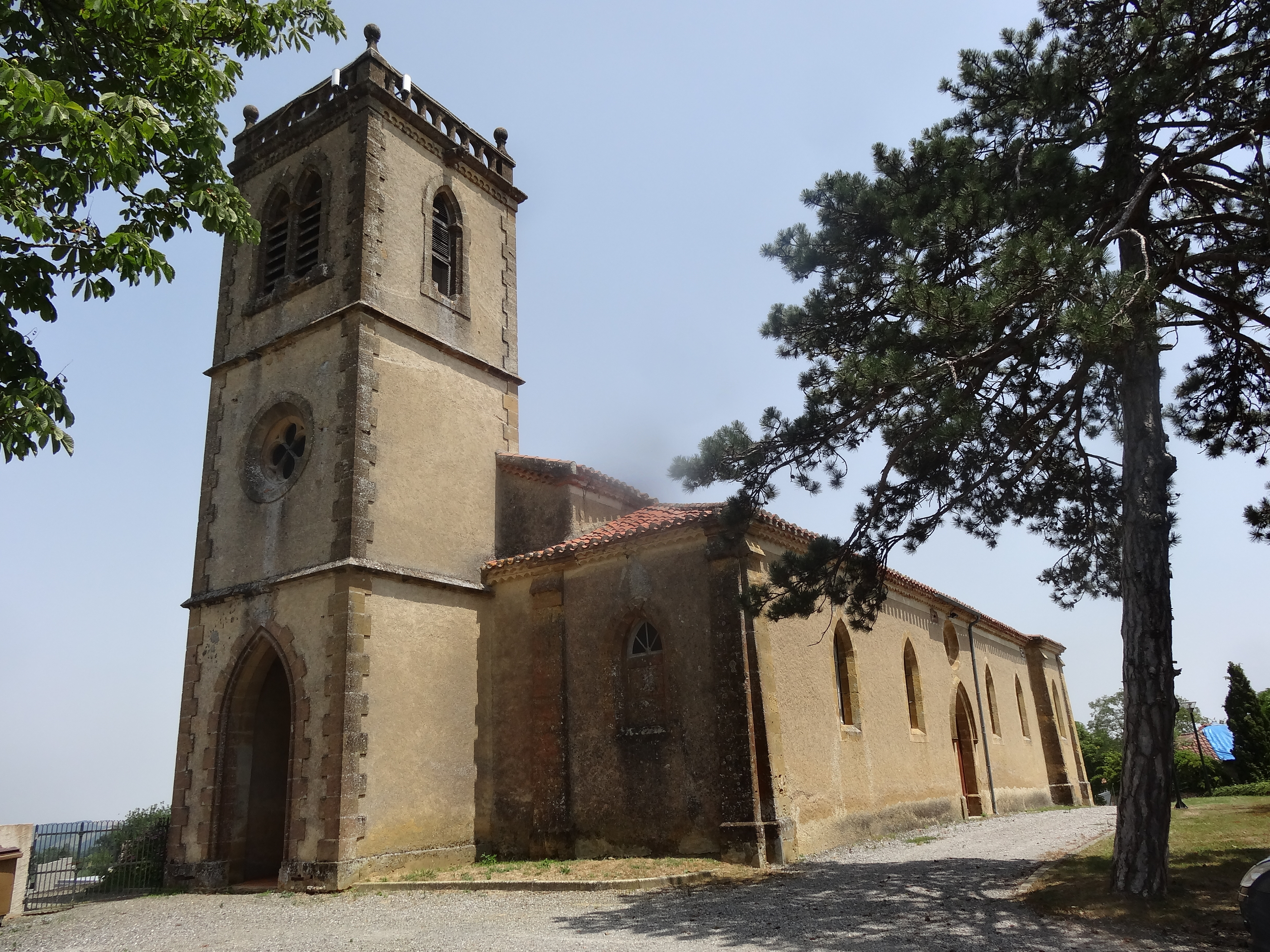
Himmelfahrts-Kirche
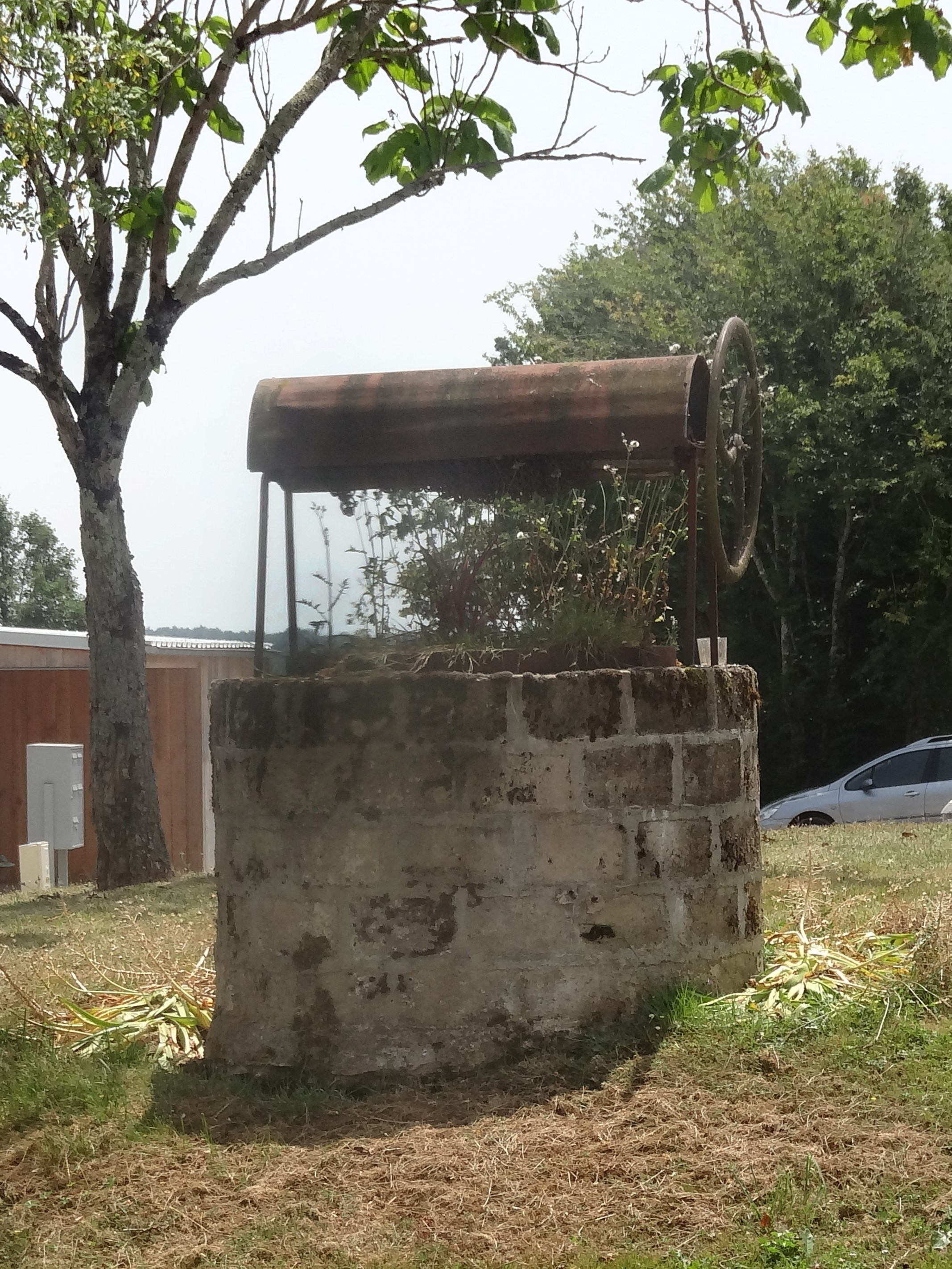
Alter Brunnen
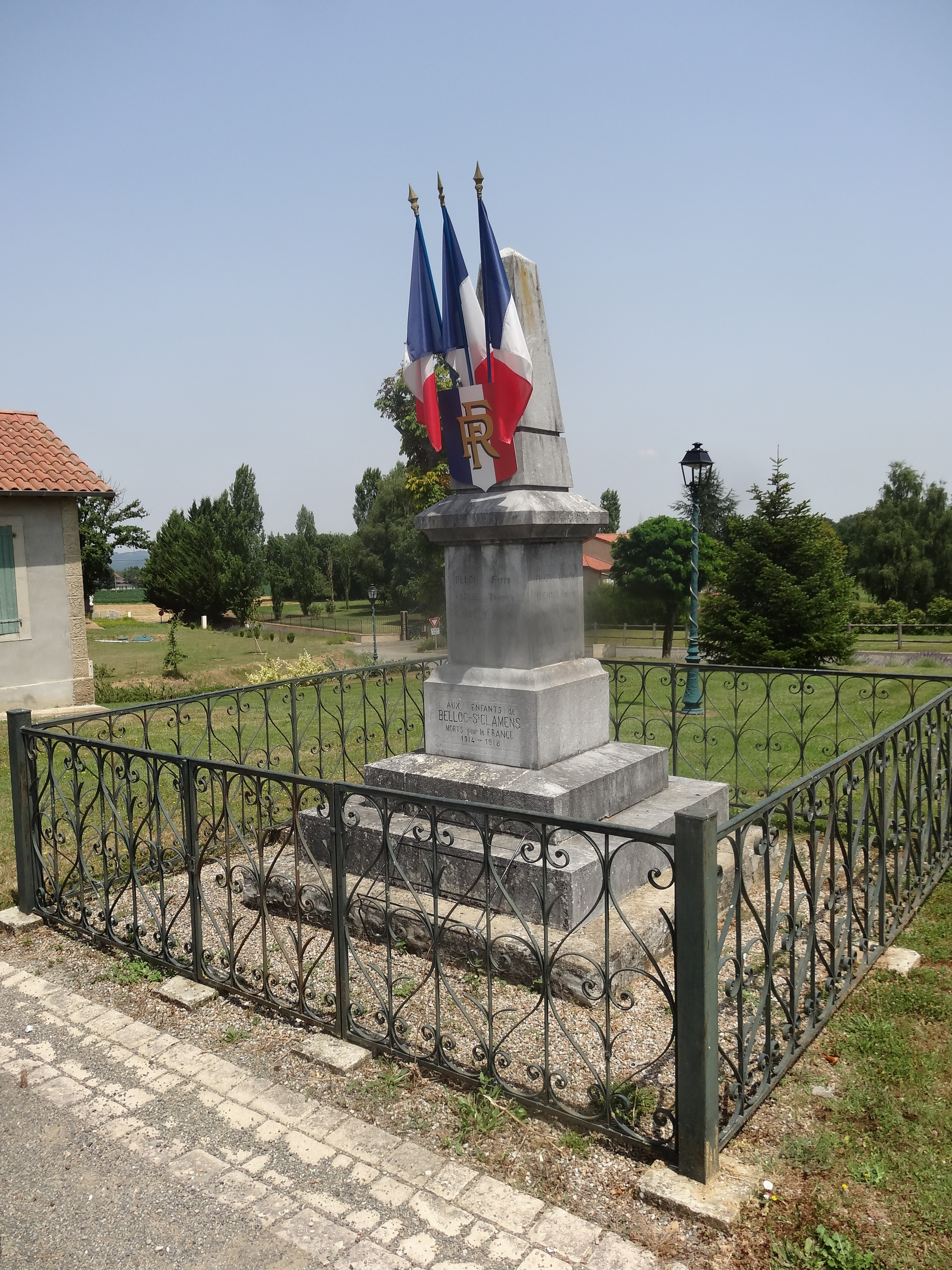
Gefallenendenkmal
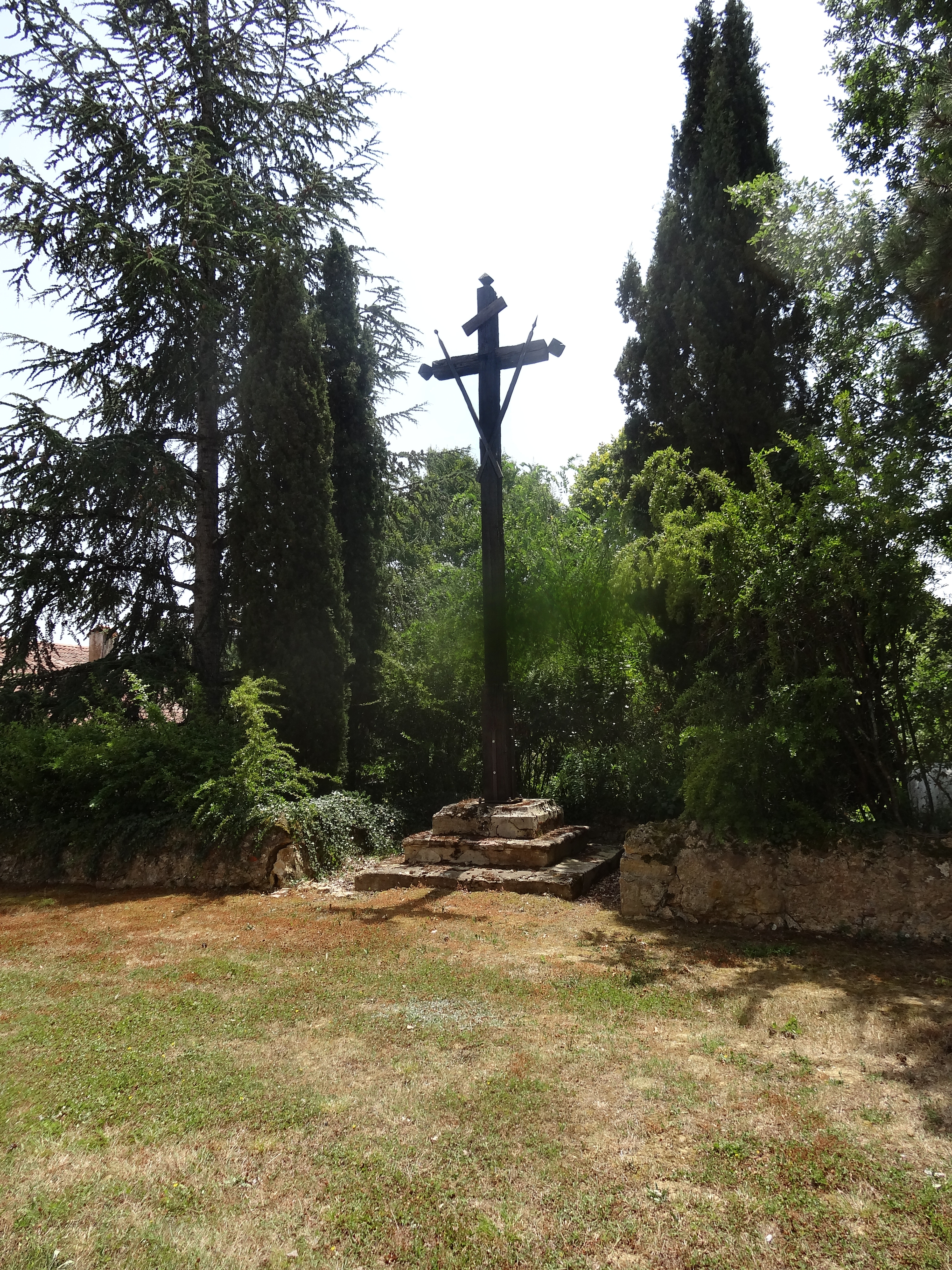
Flurkreuz
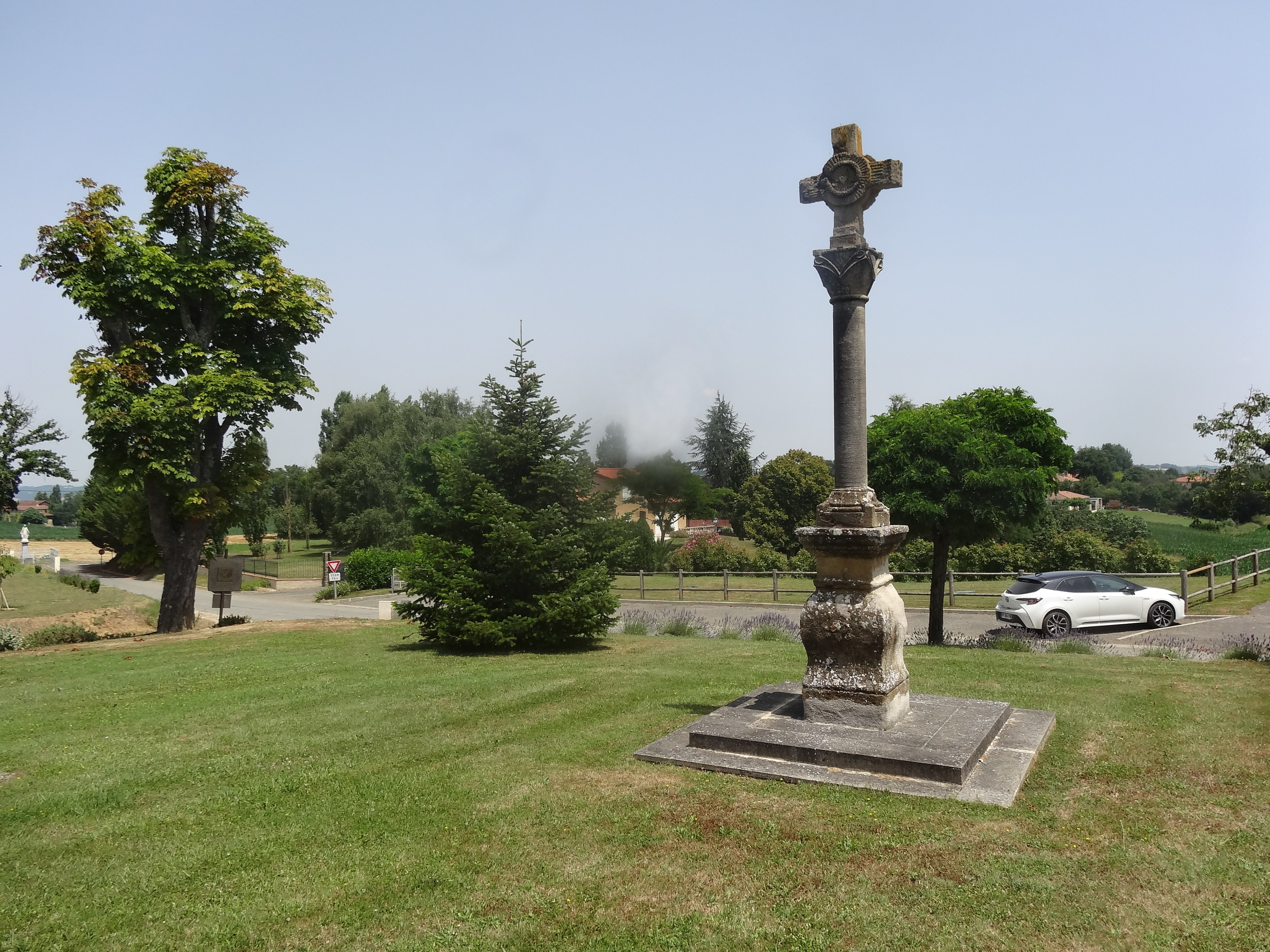
Flurkreuz
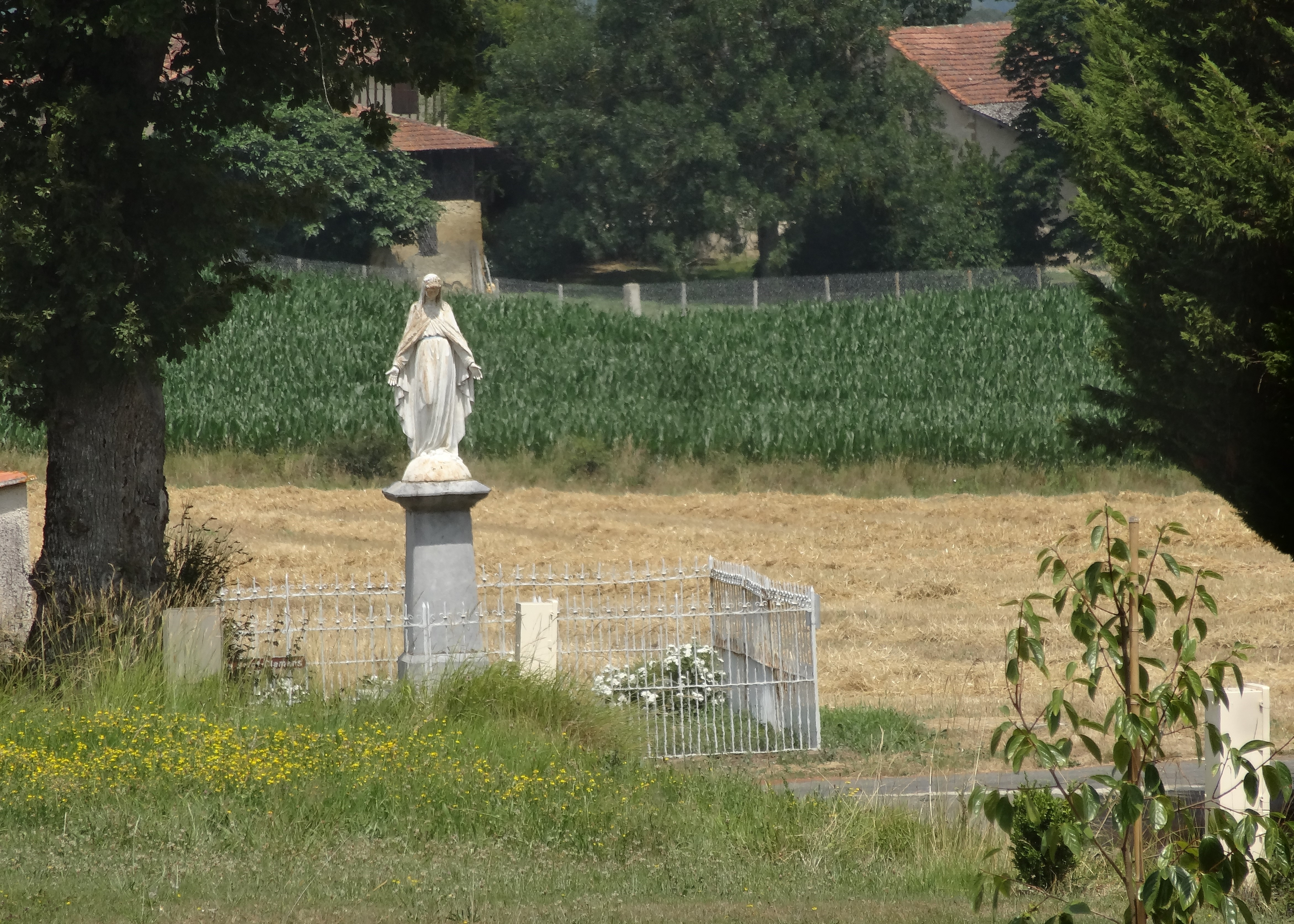
Marienstatue

## Wirtschaft und Infrastruktur
Belloc-Saint-Clamens liegt in den Zonen AOC der Schweinerasse Porc noir de Bigorre und des Schinkens Jambon noir de Bigorre.

### Verkehr
Belloc-Saint-Clamens ist erreichbar über die Route départementale 2 und einer lokalen Straße, die von der Route départementale 939, der ehemaligen Route nationale 639, abzweigt.